# Бове, Эдоардо
Эдоардо Бове (итал. Edoardo Bove; родился 16 мая 2002, Рим, Италия) — итальянский футболист, полузащитник клуба «Рома», выступающий на правах аренды за «Фиорентину».

## Футбольная карьера
Эдоардо — уроженец Рима, столицы Италии. Учился в престижной иезуитской школе Массимилиано Массимо, располагающейся в квартале всемирной выставки. Начинал заниматься футболом в команде «Бореале Донорионе». В десять лет оказался в «Роме» по настоянию известного в прошлом итальянского футболиста Бруно Конти, работавшего директором юношеского сектора.
В сезоне 2020/2021 Эдоардо стал привлекаться в основную команду римлян. Был в заявке «Ромы» и находился на скамейке запасных в групповом этапе Лиги Европы. Дебютировал в профессиональном футболе 9 мая 2021 года в поединке Серии А против «Кротоне», выйдя на замену на 80-й минуте вместо Эбримы Дарбо.
Также играл за молодёжные сборные Италии различных возрастов.

### Сердечный приступ
2 декабря 2024, играя за "Фиорентину" в матче против миланского «Интера» на 17-й минуте встречи Эдуардо Бове упал на газон, потерял сознание и пережил эпилептический припадок. По информации врачей, у футболиста случилась остановка сердца, а в машине скорой помощи он пережил сердечный приступ. Бове был установлен подкожный дефибрилятор, а состояние стабилизировано на следующее утро.

## Достижения
«Рома»
- Победитель Лиги конференций УЕФА: 2021/22